# 李尔重
李尔重（1913年1月21日—2009年12月26日），原名李育三，男，直隶（今河北）丰润人，中华人民共和国政治人物、作家、书法家。

## 生平
1913年1月21日（农历腊月十五日）生于河北省丰润县七树庄镇王豪庄一个农民家庭。1929年秋参加中国共产党领导的革命。6岁入私塾学习。14岁升入丰润车轴山中学学习。在校期间，他喜爱文学和书法。在中国共产党党员董志良任校长并在校内讲授马列主义后，李尔重对马列主义产生了浓厚兴趣，积极学习马列主义，并多次到村镇、县城参加演讲，宣传俄国十月革命的胜利，宣传孙中山新三民主义。1929年加入中国共产主义青年团。1930年初，参加中国共产党薄一波等领导的唐山兵变斗争，他和另外两位同学主动承担兵变的宣传及联络工作。不久兵变失败，白色恐怖笼罩全校。此后，李尔重为为躲避通缉来到北平。1931年考入南京国立中央大学。1931年末，因与抗日团体联络，遭国民政府逮捕，随之被校方开除。此后1932年初，他重返北平，考入北平大学农学院。在南京中央大学期间他写了《唯物的社会观》，宣传马克思主义的社会观，发表在北平《新社会》杂志第一期上。1932年6月加入中国共产党。同年他根据坐牢时与一位精神病患者同室的经历，写出小小说《飞来的棺材》，发表在《华北日报》，这标志着他的文学创作生涯正式开始。随后，他又在《世界日报》上发表杂文《女人的称呼》。在北平大学农学院，他写了《中国农村经济问题》，发表在陕西省解放日报上。后来有段时间，他在山东教书，从事过农村调查，写了反映农村斗争生活的小说《鼓》。1935年李尔重又考入北京大学哲学系。同年12月，他参加了一二九运动。在北平期间，因为组织大学生进行抗日活动，他先后两次被国民党当局投入监狱。后因不满学校对学生的法西斯压迫，他和同学一起留学日本，入仙台帝国大学法学部社会经济专科学习。在那里，他学习了《资本论》等著作。1936年他从英文版翻译并出版了Lange著的《唯物论史》。1937年七七事变后，李尔重辍学回国参加抗日战争。
1938年后，历任冀南军区政治部宣传部长、冀南军区武装部长，五分区地委书记兼政委。曾参加百团大战。1943年8月30日冀南抗日根据地五分区司令部遭日军和伪军共2000多人包围，他英勇抗击，率部艰难突围。1945年抗日战争胜利后，奉派到中国东北，历任东安土改工作团副团长兼中共鸡西县委书记，中共牡丹江省委民运部长，铁道兵团政治部宣传部长等职。曾先后参加辽沈战役、平津战役，为部队架桥铺路。在东北曾参加剿匪反霸的斗争。1947年铁道兵团成立，李尔重任党组成员、政治部宣传部长。辽沈战役开始前，铁道兵团冒着国民党飞机的轰炸，将中国人民解放军第四野战军主力部队、装备及补给物资运到锦州外围，为3天攻下锦州抢得了先机。国民党军撤出唐山时，破坏了唐山至天津的铁路，李尔重率铁道兵团一个营到唐山，与工人们一道在24小时内恢复铁路，为部队争取了时间。
中华人民共和国成立后，历任中共武汉市委常委、宣传部长、市委书记处书记、第三书记、第二书记，中共中央中南局常委、宣传部长、农委主任，广东省农委副主任、主任，中共广东省委常委、广东省革命委员会副主任，中共海南行政区党委书记，中共陕西省委常务书记，中共河北省委书记兼省长，中共湖北省顾问委员会副主任。1954年曾参与指挥武汉抗击特大洪水。他是中共八大、中共十二大候补代表，第五届全国人大代表。
晚年他还曾任武汉大学中文系教授、华中师范大学中文系教授，华中理工大学文学院名誉院长，湖北经济管理大学名誉校长，中国书法家协会理事、名誉理事，湖北书法家协会名誉主席，中国诗词学会顾问，中国群众文化学会名誉理事，《中国文学》编委会顾问，武汉诗词学会名誉会长，湖北省屈原研究会主任等社会职务。
李尔重一生在中国共产党内遇到四次重大政治波折。第一次是太行山“抢救运动”，1943年底至1944年初，李尔重在太行山中共中央北方局党校赶上“抢救运动”，因有三次被国民党当局抓捕的经历，并曾在日本留学，他差点被以“叛徒”、“特务”、“汉奸”的罪名枪毙。幸而毛泽东“一个不杀，大部不抓”的指示到了太行，他才幸存。后到延安中央党校甄别时，基本查清了北平两次入狱的情况，南京一事留下尾巴，因为中共开辟东北根据地急需干部，所以让他带着尾巴去了东北。中华人民共和国成立初期，组织上又将南京入狱一事审查清楚。
第二次是武汉市“反右倾宗派”。1959年庐山会议后，1959年底至1960年初，武汉市开展了一场“反右倾宗派主义”的斗争，受批判的主要有李尔重（时任中共武汉市委书记处书记）、杨青（时任中共武汉市委书记处书记）、赵长春（时任中共武汉市委组织部长）、纪辉（时任中共武汉市监察委员会书记）。因各种原因，中共武汉市委未能给这场斗争形成一个比较极端的结论，但斗争发生后不久，李尔重、杨青、赵长春、纪辉先后离开中共武汉市委。两年后在1962年1月至2月间召开的七千人大会上，有人将此事捅出，要求甄别平反。会后，中共武汉市委将上述四人请回武汉，认错道歉。
第三次是文化大革命冲击。1966年11月起，有人又将李尔重的历史问题扯出来。1966年11月，李尔重家住的大院院墙上贴出很多大字报，说李尔重是“叛徒”、“特务”、“汉奸”。此后李尔重曾遭到批斗和殴打。1968年1月20日，李尔重被广州警备司令部带走，辗转搬迁十次，最后关进粤北乐昌监狱。他在狱中经受磨难，但仍坚持读《毛泽东选集》以及《资本论》。李尔重的妻子宋晓非成了“黑婆”，带着最小的孩子接受批斗，三个大些的孩子被下放海南岛劳动。直到1972年4月底，李尔重才从监狱放出，到位于连山县上草的五七干校劳动，该干校是为原中共中央中南局干部设立。1972年12月重新回到工作岗位。
第四次是河北争论。文革结束后，河北省的形势异常复杂，两派斗争严重。文革期间，林彪、江青反革命集团一些重要成员曾直接插手河北，“左”的影响严重。中共十一届三中全会后，中央的重要的方针政策在河北省很难贯彻，河北省在拨乱反正、落实政策等重大问题上进展缓慢，而进京上访人数却居全国第一位。中央先后多次做工作无效，于是陆续派出多位与河北两派素无瓜葛的老同志接任河北省党政主要领导职务。1979年12月26日，李尔重奉命与金明一起到河北任职。到河北仅三四个月，就开始与此前已到河北的中共河北省委第二书记江一真在一系列问题上发生分歧，争论不断。中央书记处全体成员在不到三年的时间里两次出面召开中共河北省委扩大会议，解决河北问题。其中一次是1981年7月9日至15日，中共十一届六中全会新选出的中共中央书记处全体成员压阵，在北京召开中共河北省委扩大会议，短时间平息了纷争。1982年6月16日，中央决定将金明（第一书记）、江一真（第二书记）、李尔重（书记兼省长）全部调离河北。随后由高扬任第一书记，以扭转河北局面。
2003年10月，李尔重出席了母校车轴山中学百年校庆。2000年代他曾先后两次向车轴山中学捐赠图书8700余册。他还曾向中国国家图书馆赠书。
晚年他曾多次上书中共中央，呼吁勿走资本主义和修正主义道路。他坚决反对“三个代表”、反对《中华人民共和国物权法》，他与另外两位中共元老马宾、魏巍被人合称“反修三剑客”。2005年7月23日，李尔重专门就清除党内腐败问题向中共中央及总书记胡锦涛上书，称“法不能自立，类不能独行，得其人则存，失其人则忘。”“党不敢向自己开刀，不敢承受割癌的切肤之痛，便只有承受灭亡之苦。”“坚持社会主义的共产党正，则天下正。”2006年，李尔重在互联网上发表《要社会主义（共产主义），不要资本主义——纪念毛主席逝世30周年》一文。2007年春，谢韬在《炎黄春秋》第二期发表了《民主社会主义模式与中国前途》一文称，“只有民主社会主义才能救中国”。李尔重随即发表《论社会主义本质——驳民主社会主义谬论》等文章反击。
2009年12月26日，李尔重在武汉病逝，享年96岁。李尔重逝世后，党和国家领导人胡锦涛、温家宝、李长春、习近平、李克强、贺国强、周永康等分别以不同方式对李尔重逝世表示深切哀悼并送花圈，对李尔重夫人及家属表示慰问。2010年1月3日，李尔重同志遗体送别仪式在武昌殡仪馆天元厅举行，中共湖北省委书记罗清泉致悼词，官方称他是“中国共产党的优秀党员，忠诚的共产主义战士、老红军，我党优秀的党务工作者”。根据李尔重遗嘱，他的骨灰将撒在长江和家乡河北省唐山市丰润区车轴山中学山地上。2010年1月6日，在车轴山中学山地上举行李尔重同志骨灰撒播仪式。

## 著作
李尔重早在九一八事变之后的1932年起就发表过若干篇小说及散文、杂文，但大多已散失。1952年加入中国作家协会。1950年代，在担任武汉市领导职务期间，李尔重挤出时间写了不少文学作品，包括小说和剧本，如话剧《扬子江边》（1956年获文化部演出一等奖）、小说《战洪水》等。其中《武汉关的钟声》曾被收录在中学语文课本中。年过古稀后，创作了描写抗日战争的长篇历史小说《新战争与和平》，由原国家主席李先念作序，武汉出版社1993年出版，获第五届国家图书奖二等奖（一等奖空缺）、1992年上海《解放日报》霞飞奖、湖北省屈原文艺创作奖、中共武汉市委、武汉市人民政府黄鹤文化奖。1980年代初，本来中央安排他到全国人大常委会做领导工作，但他为创作长篇小说《新战争与和平》，主动申请回到武汉专事文学创作。回到武汉的李尔重积极支持从文革重创中复苏的人文学科学术研究。此后三十年，他对湖北本地多个人文学科学术组织都给予过切实帮助。2005年，李尔重将多种著作手稿捐赠给中国现代文学馆。李尔重的著作有上千万字。另有近300本合计上千万字的笔记，始于1946年7月24日，止于2008年11月22日，其中1946年7月到1982年7月期间，除1966年10月到1972年12月文化大革命受冲击阶段，基本都是工作笔记，1982年7月以后主要是读书笔记。1950年代，李尔重曾多次陪同毛泽东游长江，获毛泽东器重，将他与中共湖北省委第一书记王任重并称为“湖北二重”，李尔重被毛泽东誉为“我们的作家和才子”。
李尔重自幼喜爱书法，学书曾临写《圣教序》、《玄秘塔碑》等，旁及颜真卿、欧阳询、怀素诸家。喜作楷书和行草。作品多次入选全国和国际性展览，被收入《中国新文艺大系书法集》、《中国现代书法选》（第二集）、《全国第一届书法篆刻展览作品集》、《全国第三届书法篆刻展览作品集》、《当代名家书法作品选》、《名人入琼墨迹选》、《牡丹诗词书法选萃》、《河北书法篆刻选》等，为陕西省博物馆、河北邯郸市博物馆以及多处风景名胜区收藏或被刻成碑刻。
李尔重的著作主要有：
- 《李尔重文集》[12][8]
- 《李尔重笔记摘抄》（第一、二册）[12]
- 《李尔重笔记摘抄》（第三、四册）
- 话剧剧本《扬子江边》[18][8]
- 话剧剧本《太平湾》[8]
- 长篇小说《战洪水》[9][8]
- 长篇小说《新战争与和平》[9][8]
- 中短篇小说《领导》、《落后的脑袋》、《长白山下的自卫队》、《一升米》等[8]
- 散文集《潮头漫步》[9][8]、《有念集》、《落江集》、《求索集》、《未名集》[8]
- 京剧剧本《王昭君》[9][8]
- 电视剧本《长风万里》[9]
- 诗集《吭吭集》[9]
- 传记文学《赵四小姐》[9]
- 《老子研究新编》[12]
- 《文学演绎丛书》[12]
- 《几许疏钟——经济全球化与中国农村经济发展方向的思考》[12]
- 《论社会主义革命——评三个代表》[1]
- 杂论集《说话集》[9][12]
- 《谐趣集》[12]
- 《文论集》[12]
- 《故事集》[12]

## 家庭
- 妻：宋晓非（1924年5月17日—2010年12月12日），2010年12月12日病逝。享年86岁[1]。
- 女：李晓丹（1948年5月—2005年7月2日）生于牡丹江，取名李小丹，曾更名李利民，后改为李晓丹，50岁时下岗，后来担任李尔重的生活秘书。李尔重从没利用权力安排自己的任何子女当官。但因按组织上的规定，他应有一个生活秘书，所以李晓丹成了子女中唯一的“副处级”。2005年7月2日因抑郁症跳楼自杀身亡。李尔重在极度的悲痛中作《晓丹之死》长文怀念女儿[19][1][3]。
- 长子：李为民，原名李全胜[3]
- 次子：李新民，原名李汉生[3]
- 三子：李亲民[3]